# برج نوردستار
برج نوردستار (بالروسية: Нордстар Тауэр)‏ هو برج ومبنى وناطحة سحاب يقع في طريق خوروشوفسكوي السريع في موسكو عاصمة روسيا، ويستخدم برج نوردستار كمكاتب ومقرات ومراكز وبدأ بناءه في عام 2006 وأنتهى البناء في عام 2009 ويعد برج نوردستار أحد أطول أبراج روسيا بارتفاع يصل إلى 172 متر تقريبًا وتبلغ مساحة الطوابق الإجمالية فيه إلى 147 ألف متر مربع.